# 玉里社
玉里社（たまざとしゃ）は、日本統治時代の台湾花蓮港庁玉里郡玉里街（現 花蓮県玉里鎮）にあった神社である。通称玉里神社。

## 祭神
社格は社で、能久親王・大国魂命・大己貴命・少彦名命を祭神としていた。

## 歴史
1928年（昭和3年）10月22日に鎮座された。戦後、社殿が取り壊されたが、神社跡は2008年に花蓮県の県定古跡に指定されている。